# 瓦雲卡約克山 (阿科班巴區)
11°22′30″S 75°39′21″W / 11.37500°S 75.65583°W

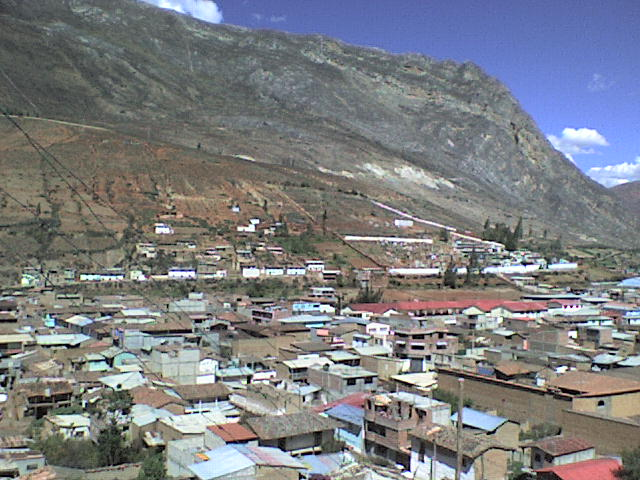

瓦雲卡約克山（Wayunkayuq），是秘魯的山峰，位於該國中部胡寧大區，由塔爾馬省的阿科班巴區負責管轄，屬於安地斯山脈的一部分，海拔高度3,800米。